# Danish Crown
Danish Crown er en dansk internationalt orienteret, fødevarevirksomhed med slagterivirksomhed, forædling og salg af primært svine- og oksekød. Gennem en række datterselskaber er koncernen bred repræsenteret indenfor fødevareindustrien med forskellige fødevareprodukter. Administrerende direktør er Niels Duedahl og hovedsædet er beliggende i Randers.
Danish Crown-koncernen er ejet af 5.620 danske landmænd, og årligt er fødevarekoncernen en del af 49 milliarder måltider til forbrugere i hele verden. Koncernen omsætter for cirka 70 mia. kroner og beskæftiger cirka 26.600 medarbejdere fordelt på 89 produktionssteder, 40 lagerhuse og 38 kontorer på tværs af 30 lande.
Koncernen er verdens største svinekødseksportør og Europas største producent af svinekød. Danish Crown-koncernen er desuden Europas største kødforædlingsvirksomhed, ligesom koncernen er en betydelig spiller på det europæiske oksekødsmarked.
I regnskabsåret 2020/21 udgjorde Danish Crowns eksport 24 mia. kroner. Det svarer til ca. 20% af den danske fødevareeksport og ca. 3% af den danske vareeksport.

## Historie
Det første danske andels-svineslagteri blev oprettet i Horsens i 1887.
I de følgende 40-50 år oprettedes en lang række andelssvineslagterier landet over.
I 1960 begyndte andelsslagterierne at fusionere for bedre at have styrke til at løfte opgaverne med bl.a. salg, markedsføring og produktudvikling. I 1998 fusionerede Danish Crown og Vestjyske Slagterier.
I april 2002 gav Konkurrencerådet tilladelse til en fusion mellem Danish Crown og Steff Houlberg,
og en stor del af de oprindelige andelssvineslagterier indgår i det nye Danish Crown.
Den 13. oktober 2010 besluttede andelshaverne at overføre aktiviteterne til et aktieselskab, Danish Crown A/S tidligere Danish Crown Holding A/S.
Andelshaverne bevarede ejerskabet gennem andelsselskabet der nu hedder Leverandørselskabet Danish Crown Amba.
Aktieselskabet var oprindeligt oprettet den 1. juli 2001.
Den 13. august 2019 afslørede Dagbladet Information at Danish Crown havde betalt Aarhus Universitet for at skrive en forskningsartikel hvor klimabelastningen af oksekød blev bagatelliseret. Danish Crown skrev et helt afsnit af artiklen, og designede tilmed også forsiden.
I marts 2021 blev det afsløret i en rapport af Greenpeace at Danish Crown gennem datterselskabet ESS-Food handlede med oksekød fra brasilianske avlere som avlede kvæg i dele af den ulovligt ryddede regnskov..
I april 2024 meddelte koncernen at man ville lukke slagteriet i Ringsted, og nedlægge de 1200 stillinger, fordi man i en periode havde haft overkapacitet.

## Koncernstruktur[9]

### Danish Crown
- Hovedkontor Randers
- Soslagteri Skærbæk
- Svineslagteri Blans
- Svineslagteri Herning
- Svineslagteri Horsens
- Svineslagteri Ringsted
- Svineslagteri Rønne
- Svineslagteri Essen
- Udbening Oldenburg
- Udbening Boizenburg
- Opskæring Kolo
- Suppefabrik Esbjerg
- Forædlingsfabrik Herning
- Forædlingsfabrik Kolding
- Forædlingsfabrik Låsby
- Forædlingsfabrik Svenstrup
- Forædlingsfabrik Thorning
- Forædlingsfabrik Aabenraa
- Forædlingsfabrik Schüttorf
- Forædlingsfabrik Pinghu
- Forædlingsfabrik Bonnetable
- Forædlingsfabrik Jönköping
- Forædlingsfabrik Haarlem

### Danish Crown Beef
- Kreaturslagteri/hovedkontor Holsted
- Kreaturslagteri Aalborg
- Kreaturslagteri Husum
- Kreaturslagter Teterow
- Specialproduktioner Sdr. Felding

### Datterselskaber
- Sokolow
- ESS-Food
- DAT-Schaub
- KLS Ugglarps
- Scan-Hide
- SPF-Danmark A/S
- Agri-Norcold A/S
- Friland A/S

## Ekstern kilde/henvisning
- Officiel hjemmeside